# Lucia Bosé
Lucia Bosé (Milánó, 1931. január 28. – Madrid, Spanyolország, 2020. március 23.) olasz színésznő.

## Életpályája
Milánóban több évig egy pékségben dolgozott. 1947-ben Miss Italia lett. Vonzó külseje révén került 1949-ben a filmhez, de tehetsége is bizonyította többek között Giuseppe De Santis Róma 11 óra című filmjében (1951) a festő menyasszonyaként. Az 1950-es évek elején a neorealista filmek egyik csillaga volt. Miután férjhez ment (1955) Luis Miguel Dominguin híres torreádorhoz, csak ritkán állt kamera elé, s csak 1968-tól vállalt ismét filmes munkákat. Színésznői karrierje során szerepelt többek között Federico Fellini Satyriconjában.
A Corriere della Sera szerint halálát a koronavírus és a korábban kialakult tüdőgyulladás szövődményei okozták, 89 éves korában elhunyt.

## Magánélete
1955–1967 között Luis Miguel Dominguin (1926–1996) spanyol színész-torreádor volt a férje. Három gyermeke született: Miguel Bosé (1956) spanyol-olasz énekes és színész; Lucía Dominguín és Paola Dominguín (1960) színésznő.

## Filmjei
- Nincs béke az olajfák alatt (1950)
- Egy szerelem története (1950)
- Róma 11 óra (Roma, ore 11) (1951)
- Párizs az Párizs (1951)
- Tönkretesz a szerelem (È l'amor che mi rovina) (1951)
- Hölgy kaméliák nélkül (1953)
- Ez az élet! (Questa è la vita) (1954)
- Az elárult (Tradita) (1954)
- A bűvös falu (Village magique) (1954)
- Egy kerékpáros halála (1955)
- Hajnalodik (1956)
- Orfeusz végrendelete (1960)
- Nocturn 29 (1968)
- A skorpió jegyében (1969)
- Fellini-Satyricon (1969)
- Metello (1970)
- Enyém, tiéd, kié? (1973)
- La señora García se confiesa (1976–1977)
- Áldott mélységek (1983)
- Egy előre bejelentett gyilkosság krónikája (1987)
- Előkelő társaság (1995)
- Az utolsó hárem (1999)
- Az alkirályok (2007)
- Capri – Az álmok szigete (2010)

## Díjai
- Golden Globe-díj a legjobb színésznőnek (2000) Az utolsó hárem